# كارمين أمايا
كارمين أمايا (بالإسبانية: Carmen Amaya Amaya)‏ هي مغنية وراقصة وممثلة إسبانية، ولدت في 2 سبتمبر 1913 في إسبانيا، وتوفيت في 19 نوفمبر 1963 بباغور في إسبانيا.

## وصلات خارجية
- كارمين أمايا على موقع IMDb (الإنجليزية)
- كارمين أمايا على موقع ألو سيني (الفرنسية)
- كارمين أمايا على موقع ميوزك برينز (الإنجليزية)
- كارمين أمايا على موقع أول موفي (الإنجليزية)
- كارمين أمايا على موقع قاعدة بيانات برودواي على الإنترنت (الإنجليزية)
- كارمين أمايا على موقع أول ميوزيك (الإنجليزية)
- كارمين أمايا على موقع ديسكوغز (الإنجليزية)
- كارمين أمايا على موقع قاعدة بيانات الفيلم (الإنجليزية)
- كارمين أمايا على موقع كينوبويسك (الروسية)